# Vanessa Kirby
Vanessa Nuala Kirby (Wimbledon, Londres, Inglaterra, 18 de abril de 1988), conocida como  Vanessa Kirby, es una actriz británica. Ha recibido, entre otros reconocimientos, un British Academy Television Awards, una Copa Volpi, nominaciones para un premio Óscar, un Globo de Oro, un Premio Primetime Emmy y dos Premios del Sindicato de Actores.
Nacida en Wimbledon, Londres, hija del urólogo Roger Kirby y de Jane Kirby, editora de la revista Country Living, Vanessa Kirby estudió literatura inglesa en la Universidad de Exeter. Después de su graduación, hizo su debut como actriz profesional en el escenario con una producción de Todos eran mis hijos (2010), de Arthur Miller, y siguió esto con aclamadas actuaciones en las obras El sueño de una noche de verano (2010), Como gustéis (2010), Women Beware Women (2011), Las tres hermanas (2012) y como Stella Kowalski en Un tranvía llamado Deseo (2014), y obtuvo los premios Ian Charleson por estas actuaciones. Variety la describió como «la destacada actriz de teatro de su generación, capaz de las elecciones más inesperadas».
Kirby hizo su debut cinematográfico con un papel secundario en el drama criminal The Rise (2012) y saltó a la fama internacional con su interpretación de la princesa Margarita, condesa de Snowdon, en la serie dramática The Crown (2016-2017), de Netflix, por la cual ganó el British Academy Television Awards a la mejor actriz de reparto y recibió una nominación para el Premio Primetime Emmy a la mejor actriz de reparto en una serie dramática. Interpretó a Estella en la miniserie Great Expectations. Obtuvo un reconocimiento más amplio con sus papeles en las películas de acción Mission: Impossible - Fallout (2018) y Hobbs & Shaw (2019). Sus otros papeles cinematográficos destacados incluyen About Time (2013), The World to Come (2020) y su actuación como una joven desconsolada en Pieces of a Woman (2020), por la que recibió una nominación al Oscar a la Mejor Actriz.

## Biografía
Kirby, nacida en Wimbledon, Londres, Reino Unido, es hija de Jane Kirby, editora de la revista Country Living, y de Roger Kirby, un reconocido urólogo. Tiene dos hermanos, Joe y Juliet.
Estudió en el colegio para chicas Lady Eleanor Holles School, situado en Hampton. Más tarde, tras serle denegada su solicitud en la Bristol Old Vic Theatre School y tomarse un año sabático para viajar, Kirby estudió literatura inglesa en la Universidad de Exeter. Tras graduarse, rechazó un puesto en la Academia de Música y Arte Dramático de Londres e inició su carrera como actriz.

## Carrera

### 2010-2014: primeros trabajos y producciones teatrales
Sus primeros trabajos como actriz fueron en el teatro, junto al director británico David Thacker. En el Octagon Theatre situado en Bolton, Gran Mánchester, Kirby participó en montajes como Todos eran mis hijos, de Arthur Miller, Espectros, de Henrik Ibsen, y El sueño de una noche de verano, de William Shakespeare.
Más tarde se subió a las tablas del Royal National Theatre de Londres para interpretar a Isabella en la tragedia Women Beware Women, de Thomas Middleton, bajo las órdenes de la directora Marianne Elliott. También se puso en la piel de Rosalind en la obra Como gustéis, de Shakespeare. En 2011 participó en The Acid Test, escrita por la británica Anya Reiss y dirigida por Simon Godwin.
En 2011 hizo su debut en la pequeña pantalla en la serie de la BBC Two The Hour, donde interpretó a Ramses. En la serie trabajó junto a Ben Whishaw, Dominic West y Romola Garai. Ese mismo año se unió al elenco de la miniserie Great Expectations, donde interpretó a la enigmática Estella, junto a Douglas Booth y Gillian Anderson.
En 2012 se unió al elenco de la miniserie Labyrinth donde interpretó a la doctora Alice Tanner, junto a Jessica Brown-Findlay, Sebastian Stan, John Hurt, Tom Felton y John Lynch. En septiembre volvió al teatro para coprotagonizar Las tres hermanas, del ruso Antón Chéjov. A finales de ese año estuvo inmersa en la grabación de la película Charlie Countryman, dirigida por Fredrik Bond. También durante 2012 grabó el thriller británico The Rise.
En 2013 apareció en la película Una cuestión de tiempo, donde interpretó a Joanna, la amiga de Mary (Rachel McAdams). Durante ese año estuvo en el Teatro Nacional interpretando a la reina Isabel de Francia en la obra de Christopher Marlowe Eduardo II.
En 2014 protagonizó junto a Callum Turner el drama Reina y patria, dirigida por John Boorman. Entre julio y septiembre protagonizó en el Young Vic la obra Un tranvía llamado Deseo, de Tennessee Williams, junto a Gillian Anderson y Ben Foster. Por dicha obra ganó el premio a la mejor actriz de reparto en los premios WhatsOnStage.

### 2015-presente: papeles en la pantalla y reconocimiento internacional

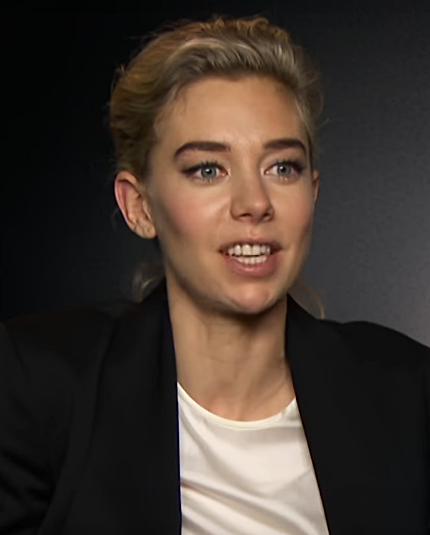
Kirby en una entrevista sobre The Crown en 2017.

En 2015 formó parte del elenco de la película Everest, donde dio vida a la alpinista Sandy Hill. La película está basada en los hechos reales ocurridos durante el desastre del Everest de 1996, donde murieron varios alpinistas. También en 2015 estrenó las películas El destino de Júpiter, de Lana y Lilly Wachowski, Bone In The Throat, dirigida por Graham Henman, y El ayuda de cámara, una película para televisión emitida en el canal BBC Two. Además, se unió al reparto de la serie The Frankenstein Chronicles.
Entre 2016 y 2017 dio vida a la princesa Margarita del Reino Unido en las dos primeras temporadas de la serie The Crown, producida por Netflix. Kirby compartió reparto con Claire Foy como Isabel II, Matt Smith como Felipe de Edimburgo, Victoria Hamilton como Isabel Bowes-Lyon, Ben Miles como Peter Townsend y Matthew Goode como Antony Armstrong-Jones. Por su interpretación, Kirby fue galardonada con el BAFTA a la mejor actriz de reparto en 2018. En la tercera temporada, cedió el testigo a la británica Helena Bonham Carter para interpretar a la princesa Margarita. En 2016 participó en las cintas El editor de libros, Comando Kill y Antes de ti, y formó parte del elenco de la obra Tío Vania, del dramaturgo ruso Antón Chéjov, interpretando a Elena.

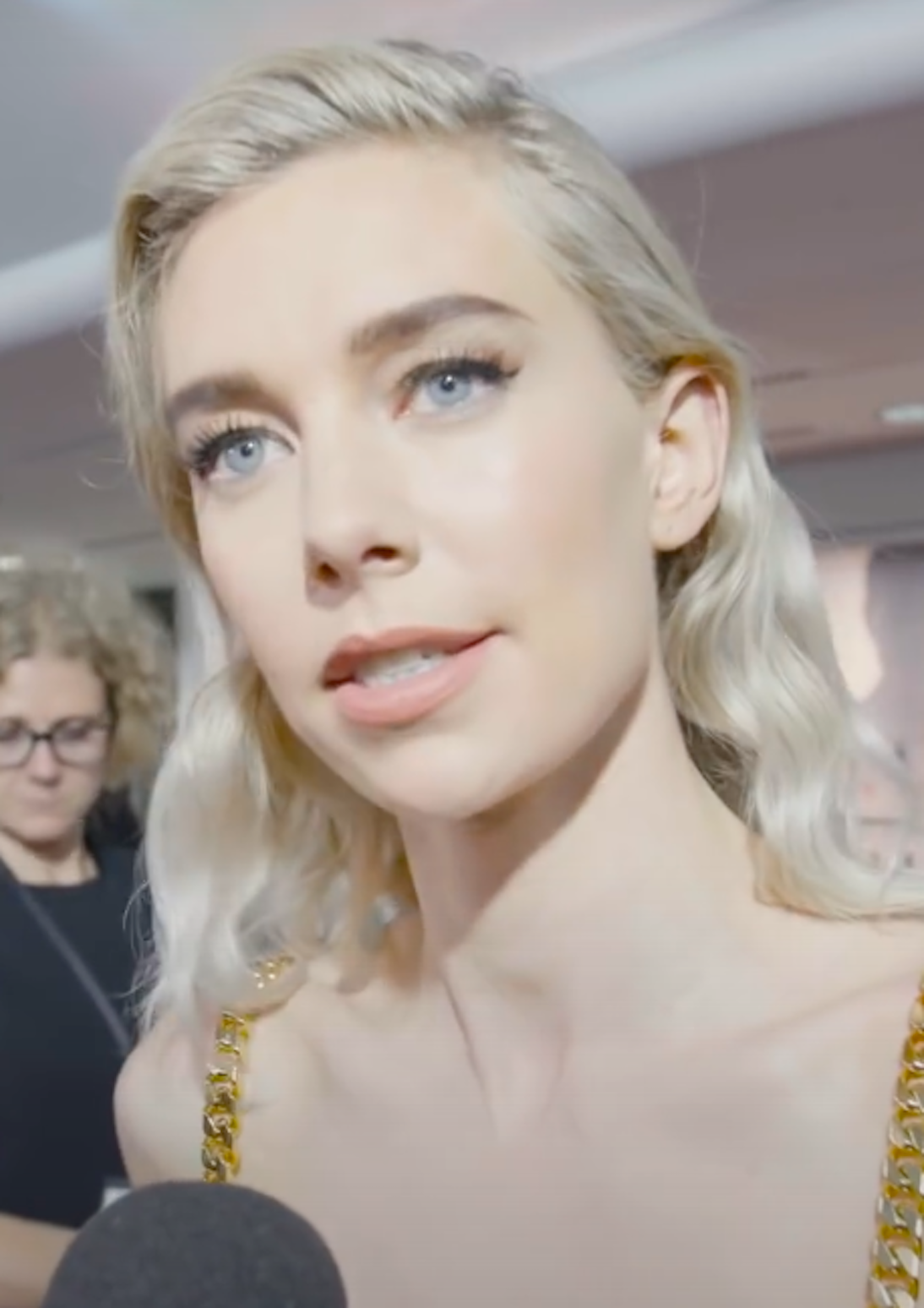
Kirby en 2018.

En 2018 interpretó a la Viuda Blanca en la película Mission: Impossible - Fallout, iniciando así su participación en la franquicia. Entre junio y septiembre de ese año protagonizó la obra Julie, de la británica Polly Stenham, en el Teatro Nacional. A principios de 2019 rodó la película Mr. Jones, de Agnieszka Holland, que fue estrenada en febrero de 2019 en el Festival de cine de Berlín. En 2019 interpretó además a Hattie en la película de acción Fast & Furious Presents: Hobbs & Shaw.
En 2020 protagonizó la película Pieces of a Woman, la cual fue presentada en el Festival de Venecia. La cinta muestra la vida de la protagonista y los coprotagonistas sobre el tema de la muerte perinatal. Peter Debruge escribió para Variety que «[…] esta es en última instancia la película de Kirby, ya que la maravilla del escenario […] ofrece su actuación en pantalla más impresionante hasta la fecha». Rolling Stone calificó su actuación como «trascendente». Este filme le otorgó el premio Copa Volpi por el jurado del Festival Internacional de Cine de Venecia a mejor actriz en el mismo año. En 2021 coprotagonizó con Katherine Waterston la película de romance dramático, The World to Come. La película recibió críticas mayormente positivas. La cinta recibió un lanzamiento limitado, recaudando en taquilla $204,797. En el mismo año apareció en la cinta dramática Italian Studies junto a Maya Hawke. En el año 2023 Vanessa hizo el papel de Beth, la esposa de Peter Miller (Hugh Jackman) en el drama El hijo. Kirby también está lista para repetir su doble papel de Alanna Mitsopolis y White Widow en Mission: Impossible 7 (2022) y Mission: Impossible 8 (2023). Previamente, en el año 2022, Vanessa Kirby coprotagonizó la película “Napoleón” de Ridley Scott, compartiendo créditos con Joaquin Phoenix, Tahar Rahim y Rupert Everett; hizo el papel de Josefina de Beauharnais, primera esposa de Napoleón Bonaparte y la cinta se estrenó en París en noviembre de 2023.

## Vida personal
Kirby mantuvo una relación sentimental de tres años con el actor británico Christian Cooke, que terminó mientras ella estaba grabando la miniserie de la BBC Great Expectations. Más tarde salió con su compañero de reparto en dicha miniserie, Douglas Booth. Mantuvo una relación con el actor Callum Turner, con el que coincidió en el rodaje de la película Reina y patria. Terminaron en febrero de 2020.
Desde finales de 2022, mantiene una relación con Paul Rabil. En mayo de 2025 anunció que estaba embarazada.
Kirby cofundó la productora londinense Aluna Entertainment y la productora que la acompaña tiene un primer acuerdo con Netflix.

## Filmografía

### Cine
| Año  | Título                                       | Personaje                        | Notas                        |
| ---- | -------------------------------------------- | -------------------------------- | ---------------------------- |
| 2010 | Love/Loss                                    | Jane                             |                              |
| 2012 | Nora                                         | Mujer joven                      | Cortometraje                 |
| 2012 | The Rise                                     | Nicola                           |                              |
| 2013 | About Time                                   | Joanna                           |                              |
| 2013 | Charlie Countryman                           | Felicity                         |                              |
| 2014 | Off the Page: Devil in the Detail            | Jessica                          | Cortometraje                 |
| 2014 | Queen and Country                            | Dawn Rohan                       |                              |
| 2014 | Insomniacs                                   | Jade                             | Cortometraje                 |
| 2014 | The Exchange                                 | Mujer                            | Cortometraje                 |
| 2015 | Everest                                      | Sandy Hill Pittman               |                              |
| 2015 | Bone In The Throat                           | Sophie                           |                              |
| 2015 | Jupiter Ascending                            | Katharine Dunlevy                |                              |
| 2016 | Genius                                       | Zelda Fitzgerald                 |                              |
| 2016 | Me Before You                                | Alicia Dewares                   |                              |
| 2016 | Kill Command                                 | Katherine Mills                  |                              |
| 2018 | Mission: Impossible - Fallout                | Alanna Mitsopolis / Viuda Blanca |                              |
| 2019 | Mr. Jones                                    | Ada Brooks                       |                              |
| 2019 | Fast & Furious Presents: Hobbs & Shaw        | Hattie Shaw                      |                              |
| 2020 | Pieces of a Woman                            | Martha Weiss                     |                              |
| 2020 | The World to Come                            | Tallie                           |                              |
| 2021 | Italian Studies                              | Alina Reynolds                   | También productora ejecutiva |
| 2022 | The Son                                      | Beth                             |                              |
| 2023 | Mission: Impossible– Dead Reckoning Part One | Alanna Mitsopolis / Viuda Blanca |                              |
| 2023 | Napoleon                                     | Emperatriz Josephine             |                              |
| 2024 | Eden                                         | Dora Strauch Ritter              |                              |
| 2025 | The Fantastic Four: First Steps              | Sue Storm / Mujer Invisible      |                              |
| 2026 | Avengers: Doomsday                           | Sue Storm / Mujer Invisible      | En rodaje                    |

### Televisión
| Año       | Título                      | Personaje            | Notas                      |
| --------- | --------------------------- | -------------------- | -------------------------- |
| 2011      | Great Expectations          | Estella              | Miniserie; 3 episodios     |
| 2012      | The Hour                    | Ruth Elms            | 3 episodios                |
| 2012      | Labyrinth                   | Alice Tanner         | Miniserie; 2 episodios     |
| 2013      | Agatha Christie's Poirot    | Celia Ravenscroft    | 1 episodio                 |
| 2015      | The Dresser                 | Irene                | Película de televisión     |
| 2015      | The Frankenstein Chronicles | Lady Jemima Hervey   | Protagonista; 7 episodios  |
| 2016–2022 | The Crown                   | Margarita de Snowdon | Protagonista; 18 episodios |

### Teatro
| Año       | Título                          | Personaje           | Dramaturgo          |
| --------- | ------------------------------- | ------------------- | ------------------- |
| 2010      | El sueño de una noche de verano | Helena              | William Shakespeare |
| 2010      | Espectros                       | Regina              | Henrik Ibsen        |
| 2010      | Todos eran mis hijos            | Joe Keller          | Arthur Miller       |
| 2010      | Women Beware Women              | Isabella            | Thomas Middleton    |
| 2010      | Como gustéis                    | Rosalind            | William Shakespeare |
| 2011      | The Acid Test                   | Dana                | Anya Reiss          |
| 2012      | Las tres hermanas               | Masha               | Antón Chéjov        |
| 2013      | Eduardo II                      | Isabel de Francia   | Christopher Marlowe |
| 2014–2016 | Un tranvía llamado Deseo        | Stella Kowalski     | Tennessee Williams  |
| 2016      | Tío Vania                       | Helena Serebryakova | Antón Chéjov        |
| 2018      | Julie                           | Julie               | Polly Stenham       |

## Premios y nominaciones

### Óscar
| Año  | Categoría    | Película          | Resultado |
| ---- | ------------ | ----------------- | --------- |
| 2021 | Mejor actriz | Pieces of a Woman | Nominada  |

### Globos de Oro
| Año  | Categoría            | Película          | Resultado |
| ---- | -------------------- | ----------------- | --------- |
| 2020 | Mejor actriz - Drama | Pieces of a Woman | Nominada  |

### BAFTA
| Año  | Categoría                            | Película          | Resultado |
| ---- | ------------------------------------ | ----------------- | --------- |
| 2017 | Mejor actriz de reparto - televisión | The Crown         | Nominada  |
| 2018 | Mejor actriz de reparto - televisión | The Crown         | Ganadora  |
| 2020 | Mejor actriz                         | Pieces of a Woman | Nominada  |

### Sindicato de Actores
| Año  | Categoría                           | Película          | Resultado |
| ---- | ----------------------------------- | ----------------- | --------- |
| 2017 | Mejor reparto de televisión - Drama | The Crown         | Nominada  |
| 2018 | Mejor reparto de televisión - Drama | The Crown         | Nominada  |
| 2020 | Mejor actriz                        | Pieces of a Woman | Nominada  |

### Primetime Emmy
| Año  | Categoría                                 | Película  | Resultado |
| ---- | ----------------------------------------- | --------- | --------- |
| 2018 | Mejor actriz de reparto - Serie dramática | The Crown | Nominada  |

### Crítica Cinematográfica
| Año  | Categoría    | Película          | Resultado |
| ---- | ------------ | ----------------- | --------- |
| 2020 | Mejor actriz | Pieces of a Woman | Nominada  |

### Satellite
| Año  | Categoría    | Película          | Resultado |
| ---- | ------------ | ----------------- | --------- |
| 2020 | Mejor actriz | Pieces of a Woman | Nominada  |

### Festival Internacional de Cine de Venecia
| Año  | Categoría                    | Película          | Resultado |
| ---- | ---------------------------- | ----------------- | --------- |
| 2020 | Copa Volpi a la mejor actriz | Pieces of a Woman | Ganadora  |

### AACTA International
| Año  | Categoría    | Película          | Resultado |
| ---- | ------------ | ----------------- | --------- |
| 2020 | Mejor actriz | Pieces of a Woman | Nominada  |